# Билу (организация)

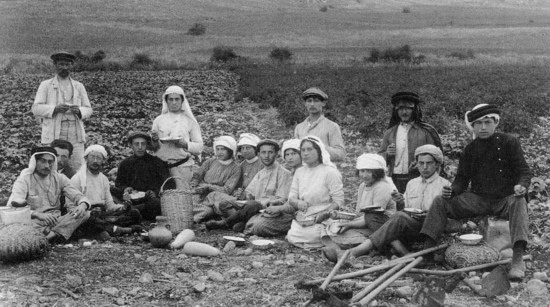
Билуим, основатели кибуцного движения

БИЛУ (ивр. ביל"ו‎) (также Палестинские пионеры) — движение, целью которого было сельскохозяйственное заселение Земли Израиля. Члены движения называли себя «билуим».
Название «БИЛУ» является акронимом библейского стиха — ивр. בית יעקב לכו ונלכה‎ («О, дом Иакова! Придите, и пойдём (во свете Господнем).»).

## История
Волна погромов в Российской Империи в 1881—1884 годах и антисемитские «Майские законы» Александра III в 1882 году привели к массовой эмиграции евреев из России.

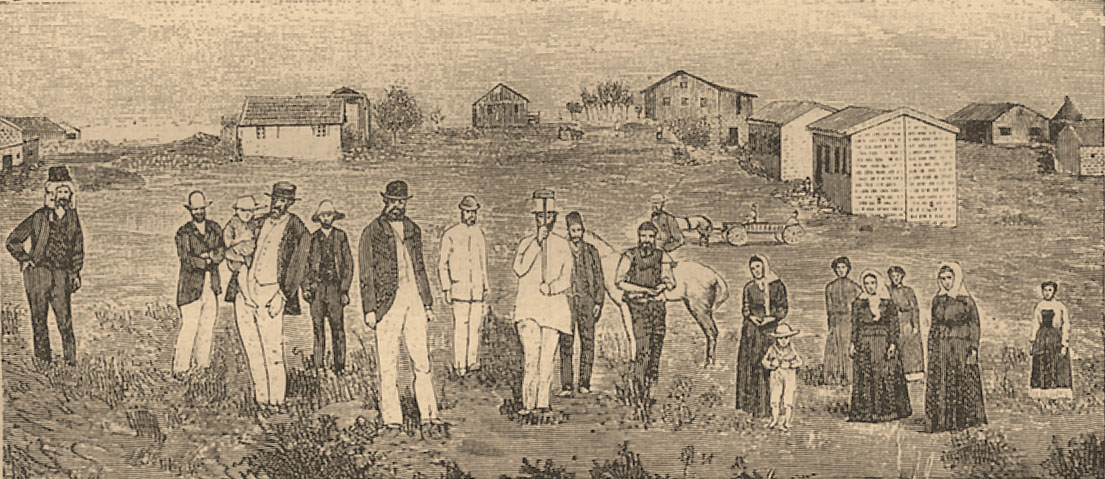
Билуйцы в палестинской колонии Гедере (из «Луаха» И. Лурье, 1905 г.).

В июле 1882 года первая группа пионеров Билу прибыла в Османскую Палестину. Группа состояла из 14 студентов (13 юношей и 1 девушка) из Харькова под предводительством Исраэля Белкинда, впоследствии ставшего писателем и историком.
После краткого пребывания в еврейской сельскохозяйственной школе в Микве Исраэль, они объединились с Ховевей Цион и основали Ришон ле-Цион («Первый в Сионе») — сельскохозяйственный коonератив, на земле, приобретённой у арабской деревни Аюн Кара. Через несколько месяцев группа покинула это место из-за засухи, болезней и финансовых проблем. Они получили помощь от барона Ротшильда и Мориса де Гирша, которые профинансировали организацию винного производства В 1886 началось строительство винодельни в Ришон ле-Ционе, которая оказалась очень успешной.
Зимой 1884 года следующая группа пионеров Билу основала Гедеру. Гедера была основана на земле, приобретённой у арабской деревни Катра Мишелем Пинесом из Ховевей-Цион через французского консула в Яффо.
Билу вошла в историю сионизма как первое движение пионеров-халуцев, возникшее в диаспоре.